# شون غن
شون غن (بالإنجليزية: Sean Gunn)‏ مواليد 22 مايو 1974 في سانت لويس، هو ممثل أمريكي بدأ مسيرته الفنية سنة 1996.

## الأعمال

### أفلام
- بيرل هاربر (2001)
- حراس المجرة (2014)
- حراس المجرة 2 (2017)
- المنتقمون:الحرب اللانهائية (2018)
- الفرقة الانتحارية (2021)

### مسلسلات
- آنجل (1999)
- بنات غيلمور (2000)
- ثالث كوكب بعد الشمس (2001)
- نعم عزيزي (2002) (بدور: ديفيد سكوت)
- طريق أكتوبر (2007)
- غلي (2012)
- بونز (2014)
- غيلمور غيلز: سنة في العمر (2016) (بدور: كيرك غليسون)

## روابط خارجية
- شون غن على موقع IMDb (الإنجليزية)
- شون غن على موقع روتن توميتوز (الإنجليزية)
- شون غن على موقع ألو سيني (الفرنسية)
- شون غن على موقع أول موفي (الإنجليزية)
- شون غن على موقع قاعدة بيانات الأفلام السويدية (السويدية)
- شون غن على موقع إن إن دي بي (الإنجليزية)
- شون غن على موقع قاعدة بيانات الفيلم (الإنجليزية)
- شون غن على موقع كينوبويسك (الروسية)